# 鐵鋁榴石
鐵鋁榴石（英語：Almandine）是一种属于石榴石族的矿物種類。
其英文名稱於1546年由德國學者格奧爾格·阿格里科拉以土耳其小亞細亞的一個小鎮名稱阿拉班達命名之，同時該小鎮也是古老的寶石加工中心。
鐵鋁榴石呈深红色並略偏一點紫色，人們在强光下通過光谱仪观察鐵鋁榴石可以看到三个吸收帶。

鐵鋁榴石具有反铁磁性，居里点为7.5K。